# Liste de films ayant la littérature pour thème
 (juin 2024).
- Si vous ne connaissez pas le sujet, laissez ce bandeau (vous pouvez alors contacter les auteurs).
- Si vous supprimez le contenu mis en cause (vous pouvez préalablement contacter les auteurs),

argumentez précisément cette suppression dans la page de discussion
(un manque de référence n'est pas un argument ; une recherche réelle de référence doit avoir été effectuée, être formellement documentée).
Cette liste de films ayant la littérature pour thème recense les œuvres cinématographiques originales qui abordent les questions propres à la création littéraire, à la traduction, aux milieux de l'édition ou à l'enseignement des lettres. Elle ne prend pas en compte les adaptions cinématographiques d'œuvres littéraires, excepté si l'œuvre originale elle-même tourne autour de la littérature, en ce cas il est indiqué qu'il s'agit d'une adaptation.

## Films francophones
- L'Habit vert (1957) de Roger Richebé, adaptation de la pièce homonyme de Robert de Flers et Gaston Arman de Caillavet (1912)[1]
- Pierrot le Fou (1965) de Jean-Luc Godard[2]
- Fahrenheit 451 (1966) de François Truffaut, adaptation du roman homonyme de Ray Bradbury (1953)[3]
- Le Magnifique (1973) de Philippe de Broca[4]
- Molière (1978) d'Ariane Mnouchkine[5]
- Les Sœurs Brontë (1979) d'André Téchiné[5]
- 37°2 le matin (1986) de Jean-Jacques Beineix[6]
- Tiré à part (1997) de Bernard Rapp, adaptation du roman homonyme de Jean-Jacques Fiechter[7]
- Le Créateur (1999) d'Albert Dupontel[8]
- Roman de gare (2007) de Claude Lelouch[9]
- Sagan (2008) de Diane Kurys[5]
- The Ghost Writer (2010) de Roman Polanski[10]
- Dans la maison (2012) de François Ozon, adaptation du roman Le Garçon du dernier rang de Juan Mayorga (2011)[11]
- Alceste à bicyclette (2013) de Philippe Le Guay[12]
- Gemma Bovery (2014) d'Anne Fontaine, adaptation de la bande-dessinée homonyme de Posy Simmonds (1999)
- L'Astragale (2015) de Brigitte Sy[5]
- Un homme idéal (film, 2015) de Yann Gozlan
- Cézanne et moi (2016) de Danièle Thompson[13]
- Premier Contact (2016) de Denis Villeneuve[14]
- Louis-Ferdinand Céline (2016) d'Emmanuel Bourdieu[5]
- D'après une histoire vraie (2017) de Roman Polanski[10]
- Le Mystère Henri Pick (2019) de Rémi Besançon, adaptation du roman homonyme de David Foenkinos (2016)
- Les Traducteurs (2019) de Régis Roinsard[14]
- Illusions perdues (2021) de Xavier Giannoli, adaptation du roman homonyme d'Honoré de Balzac (1837-1843)
- Un métier sérieux (2023) de Thomas Lilti

## Films non francophones
- Annie Hall (1977) de Woody Allen
- Piège mortel (1982) de Sidney Lumet
- Le Cercle des poètes disparus (1989) de Peter Weir
- Out of Africa (1986) de Sydney Pollack[5]
- Barfly (1987) de Barbet Schroeder[5]
- Misery (1990) de Rob Reiner[10]
- Le Festin nu (1992) de David Cronenberg[5]
- Kafka (1991) de Steven Soderberg[5]
- Harry dans tous ses états (1997) de Woody Allen
- Pour le pire et pour le meilleur (1997) de James L. Brooks
- À la rencontre de Forrester (2000) de Gus Van Sant
- The Hours (2003) de Stephen Daldry[5]
- Lost in Translation (2003) de Sofia Coppola[14]
- Spanglish (2004) de James L. Brooks[14]
- Truman Capote (2005) de Bennett Miller[5]
- L'Interprète (2005) de Sydney Pollack[14]
- La Traductrice (2006) d'Elena Hazanova[14]
- Écrire pour exister (2007) de Richard LaGravenese[10]
- Rhum express (2011) de Bruce Robinson
- Minuit à Paris (2011) de Woody Allen[5]
- The Words (2012) de Brian Klugman
- Genius (2016) de Michael Grandage[10]
- Le Cercle littéraire de Guernesey (2018) de Mike Newell[10]
- Tolkien (2019) de Dome Karukoski[10]
- Best Sellers (2021) de Lina Roessler
- The French Dispatch (2021) de Wes Anderson
- Le Traducteur (2021) de Rana Kazkaz et Anas Khalaf[14]